# Кирре
Кирре — царь неохеттского государства Куэ с 834 или 831 года до н. э.
Кирре был братом Ките — правителя неохеттского государства Куэ, враждовавшего с Ассирией. Царь Салманасар III в 834 году до н. э. (по оценке Б. А. Тураева) или 831 году до н. э. (по мнению Т. Р. Брайса), во время своего четвёртого похода в Куэ, закончившегося для Ассирии успехом, лишил Ките трона и возвёл на престол Кирре. По замечанию Брайса, Салманасар III был очень заинтересован в установлении своей власти над Куэ на землях юго-восточной Анатолии — возможно, потому что потеря этого контроля привела бы к волнениям в других зависимых от Ассирии государствах. О дальнейшей судьбе Кирре древние исторические источники не сообщают, а о Куэ ничего не известно вплоть до примерно 800 года до н. э., когда страна присоединилась к Гургуму, Патину и Малатье для участия в очередном антиассирийском восстании.